# Københavns Tandlægehøjskole
Københavns Tandlægehøjskole var en højere læreanstalt, der uddannede tandlæger og udførte odontologisk forskning. Skolen blev oprettet i 1888 og blev i 1941 flyttet til Universitetsparken. I 1986 flyttede Tandlægehøjskolen til Panum Instituttet.
I 1991 nedlagdes Tandlægehøjskolen som selvstændig institution, og blev som Odontologisk Institut en del af Det Sundhedsvidenskabelige Fakultet ved Københavns Universitet.
Indtil 1958, hvor de første studerende begyndte på Århus Tandlægeskole, var Københavns Tandlægehøjskole det eneste sted i Danmark, der uddannede tandlæger.